# Sierra Leoonse Burgeroorlog
Tussen 1991 en 2002 woedde in Sierra Leone een burgeroorlog.
Het door Foday Sankoh geleide Revolutionair Verenigd Front (Revolutionary United Front, RUF) voerde, gesteund door de Liberiaanse opstandelingenleider van het Liberiaanse National Patriotic Liberation Front (NPFL) en de latere president Charles Taylor, strijd tegen regeringstroepen, die gesteund werden door Guinee en Nigeria. De burgeroorlog werd voor een niet onbelangrijk deel gefinancierd door de smokkel van diamanten.
In 1992 verloor president Joseph Saidu Momoh de macht in een militaire staatsgreep. Valentine Strasser werd de nieuwe leider van Sierra Leone, en vestigde een militair regime onder de naam National Provisional Ruling Council (NPRC). In verband met de burgeroorlog riepen de nieuwe machthebbers de noodtoestand uit, en rond 1995 bereikte de burgeroorlog een hoogtepunt. De helft van het land werd gevechtsgebied, en een kwart van de bevolking werd op de vlucht gedreven.
In 1996 pleegde Strassers plaatsvervanger, generaal Julius Maada Bio, een interne machtsgreep en nam de macht over. Hij begon een democratiseringsproces en onderhandelingen met de opstandelingen. Onder druk van de internationale gemeenschap hield Maada Bio in 1996 democratische, nationale verkiezingen, die werden gewonnen door Ahmed Tejan Kabbah van de Sierra Leone People's Party (SLPP). De SLPP kreeg echter geen volledige controle over het nationale leger, en steunde daarom in hoge mate op de Burgerlijke Verdedigingskrachten (Civil Defence Forces, CDF) die in datzelfde jaar werden verenigd tot één strijdmacht, onder leiding van minister van defensie Samuel Hinga Norman.
Op 25 mei 1997 blies een groep soldaten de poorten op van de gevangenis Pademba Road Prison in de hoofdstad Freetown, en bevrijdde meer dan 600 gevangenen, waaronder voormalig majoor Johnny Paul Koroma. Onder leiding van Johnny Paul Koroma nam deze groep soldaten de macht over door het staatshuis te bezetten. De regering-Kabbah zocht ballingschap in buurland Guinee. De grondwet werd ongeldig verklaard, en er werd een militair regime gevestigd onder de naam Armed Forces Revolutionary Council (AFRC). Johnny Paul Koroma stond aan het hoofd van deze militaire junta, die vervolgens in samenwerking met de RUF van Sankoh een schrikbewind voerde over Sierra Leone.
Met behulp van de Civil Defence Forces en internationale troepen van ECOWAS, de ECOMOG, werd de AFRC-RUF junta (die verenigd waren onder de naam People's Army) eind 1998 uit het staatshuis en de hoofdstad Freetown verjaagd. De regering-Kabbah werd weer geïnstalleerd en werden er pogingen ondernomen tot vredesonderhandelingen.
Op 6 januari 1999 viel het People's Army van de AFRC-RUF de hoofdstad Freetown binnen met een terreurcampagne, genaamd Operation No Living Thing. De terreurcampagne werd vervolgens over het hele land uitgevoerd. Er vielen meer doden dan in de acht jaar burgeroorlog die eraan voorafgingen.
Uiteindelijk werd op 7 juli 1999 een vredesverdrag gesloten en werden VN-troepen in het land gestationeerd. Er braken echter nog steeds nieuwe gevechten uit, waarbij vooral het bezit van de diamantmijnen werd bevochten, totdat in januari 2002 het RUF definitief de wapens neerlegde.
Een Speciaal Hof voor Sierra Leone is ingesteld wegens oorlogsmisdaden begaan tijdens de burgeroorlog. Het heeft dertien aanklachten uitgebracht. Acht vonnissen zijn tot nu toe uitgesproken. Ook is er een "waarheids- en verzoeningscommissie" ingesteld die als belangrijkste taak heeft om de oorlogsmisdaden te documenteren.